# RHEINA
RHEINA (Abkürzung für Rheinische Nachrichtenagentur) war eine französische Nachrichtenagentur, die im August 1945 in Baden-Baden gegründet wurde. Sie belieferte die schon wenige Tage nach Einrichtung der französischen Militärregierung in ihrer Besatzungszone erscheinenden Zeitungen mit Nachrichten. Leiter des Militärunternehmens war Hauptmann Henri Schwob. Anfangs waren im Wesentlichen Elsässer als Übersetzer beschäftigt, um die Nachrichten, die direkt von der französischen Nachrichtenagentur Agence France-Presse (AFP) aus Paris übermittelt wurden, zu übersetzen. Nachdem sie die Nachrichten hektographiert hatten, wurden diese zwei- bis dreimal pro Woche per Post oder Kurier an die deutschen Medien in der französischen Besatzungszone verschickt. Diese waren dazu verpflichtet, die gelieferten Nachrichten zu verwenden.
Die RHEINA ging in der am 4. März 1947 gegründeten Agentur Südena auf.